# Platform Surinaamse Diaspora
Platform Surinaamse Diaspora (PSD) is een samenwerkingsverband van Surinaamse belangenorganisaties in Nederland.
Het initiatief voor de oprichting kwam van vertegenwoordigers van Kenniskring Nederland-Suriname, de Vereniging Surinaamse Nederlanders en het Surinaams Inspraak Orgaan. Het werd op 23 november 2013 opgericht. De Stichting Collectief Overzee Suriname zou zich aanvankelijk ook aansluiten, maar zag daar kort voor de oprichting van af. Later sloten zich meer organisaties, raden en personen aan bij het platform.
Het PSD bestaat uit een bestuur, adviesraad en groep voor pr, media en communicatie en wordt ondersteund door vrijwilligers. Het wil Surinamers wereldwijd verbinden en bijdragen aan de ontwikkeling van hun welvaart en welzijn. Het zwaartepunt van de organisatie ligt in Nederland en verder worden Surinamers betrokken in met name de voormalige Nederlandse Antillen, de landen van de Caricom, de Verenigde Staten, India en Indonesië. In 2020 riep het platform 25 november uit tot Diasporadag; deze dag ging in 1975 de geschiedenis in als de dag van de Surinaamse onafhankelijkheid.